# XXVIII Giochi del Sud-est asiatico
I XXVIII Giochi del Sud-est asiatico si sono svolti a Singapore dal 5 al 16 giugno 2015: tuttavia l'inizio di alcuni eventi è stato anticipato al 29 maggio 2015.

## Assegnazione
Singapore è stata scelta per ospitare l'evento durante i XXVI Giochi del Sud-est asiatico, che si sono svolti Giacarta e Palembang, in Indonesia, nel 2011; in precedenza la città aveva ospitato i giochi nell'edizione del 1973 e in quella del 1993, mentre aveva rifiutato l'organizzazione per quelli del 2007 e del 2013, a causa degli alti costi per la costruzione del Singapore Sports Hub.

## Sviluppo e preparazione

### Sedi di gara

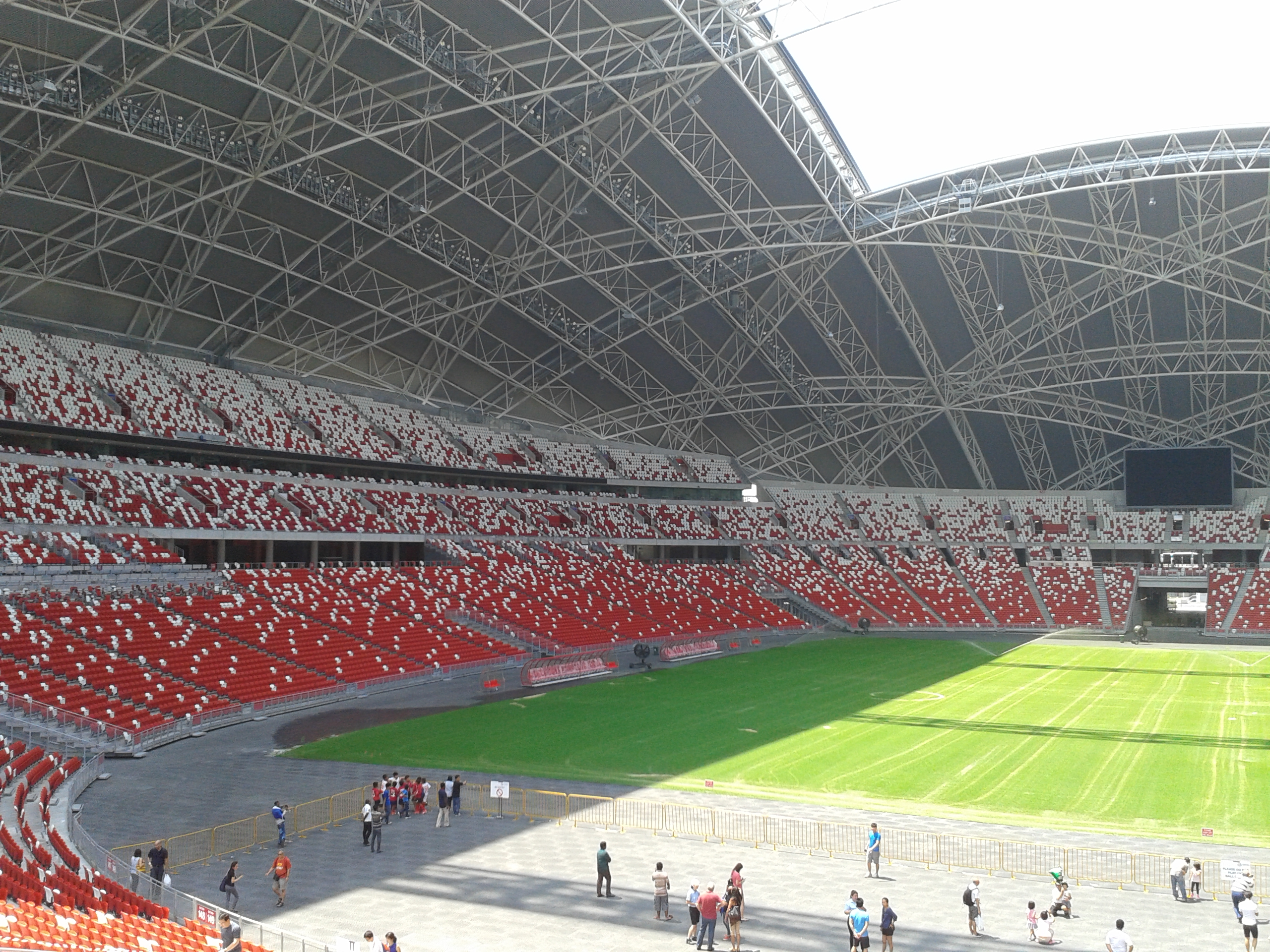
Stadio nazionale di Singapore

Le sedi di gara per i XXVIII Giochi del Sud-est asiatico sono stati un misto di strutture già esistenti, nuove, oppure temporanee: tuttavia si è trattato, per la maggior parte, di strutture già esistenti, poste nella periferia della città, la quale, ha più volte ospitato eventi multisportivi, come i I Giochi olimpici giovanili estivi, nel 2010, non necessitando quindi di interventi di manutenzione.
Centro delle attività sportive è stato il Singapore Sports Hub, completato nel 2014, il quale ha incorporato il nuovo stadio nazionale, con una capienza di 55 000 posti.
Per ospitare gli atleti non è stato costruito alcun villaggio: questi sono stati ospitati in venti alberghi nel centro cittadino, in modo tale da ridurre i costri di una riconversione del villaggio al termine dei giochi.
Gli impianti erano distribuiti in varie parti di Singapore; nella zona di Kallag:
- Singapore Sports Hub
  - Stadio nazionale - Cerimonia di apertura e chiusura, atletica, calcio
  - OCBC Arena Hall 1 - Netball, pallacanestro
  - OCBC Arena Hall 2 - Scherma, pallavolo
  - OCBC Arena Hall 4 - Biliardo e snooker
  - Stadio coperto - Tennsitavolo, badminton
- Kallang Squash Centre - Squash
- Kallang Tennis Centre - Tennis
- Campo di cricket di Kallang - Tiro con l'arco
- Campo di softball di Kallang - Softball
- Circuito di Kallang - Maratona

Nella zona di Singapore Expo:
- Expo Hall 1 - Pugilato, sepak takraw
- Expo Hall 2 - Judo, silat, taekwondo, wushu

Nella zona di Marina:
- Marina Bay - Dragonboat, vela
- Marina South - Ciclismo
- Marina Channel - Canoa, canottaggio

In altre zone:
- Bedok Reservoir - Sci d'acqua
- Bishan Sports Hall - Ginnastica
- Stadio Bishan - Calcio
- Stadio Jalan Besar - Calcio
- Stadio Choa Chu Kang - Rubgy a 7
- East Coast Park - Atletica
- ITE Central - Floorball
- Centro nazionale di nuoto - Sport acquatici
- Centro nazionale di tiro a segno - Tiro a segno
- Orchid Country Club - Bowling
- Padang - Pétanque
- Stadio Sengkang - Hockey su prato
- Sentosa Golf Club - Golf
- Turf Club Riding Centre - Equitazione
- Tanglin Club - Squash
- SAFRA Yishun - Tiro a segno

### Trasporti
Data la vasta rete di trasporto pubblico di cui è dotata Singapore, non è stata costruita alcuna infrastruttura per i giochi. Tuttavia si è cercato di raggruppare le sedi delle gare in modo da facilitare gli spostamenti degli atleti, grazie all'ausilio di autobus e treni.

### Volontari e sicurezza
Originariamente gli organizzatori hanno stimato, che per le necessità dei giochi, fossero utili 15 000 volontari: il loro reclutamento è iniziato alla fine del 2013 e nel febbraio del 2014 aveva già raggiunto il numero di 5 000 unità, fino ad arrivare alla cifra di 17 000 nel marzo 2015. Di tutti i volontari il 35% proveniva dalla città, mentre il restante 65% dalle multinazionali a sostegno dei giochi.
Responsabile della sicurezza dei giochi è stata la forza di polizia di Singapore, coadiuvata da forze di polizia ausiliari.

### Biglietti
Nel febbraio 2015 sono stati emssi in vendita 790 000 biglietti: per incoraggiare il pubblico è stato annunciato che l'ingresso per la visione di metà degli sport sarebbe stata gratuita, mentre l'altra metà a un prezzo comunque contenuto. Nell'aprile 2015 sport come scherma e nuoto vendevano molto più velocemente, con oltre il 70% di biglietti esauriti, rispetto a sport meno famosi come rugby a 7 e judo, che si attestavano al 30% o al tennistavolo fermo al 20%. La vendita dei biglietti per la cerimonia di apertura è iniziata il 22 gennaio 2015 e questi si sono esauriti nel marzo 2015.

### Medaglie
Durante i giochi sono state assegnate 1 327 medaglie: queste sono state presentate il 27 aprile 2015, realizzate da Joys Tan riportando il logo dei giochi da un lato e il Singapore Sports Hub dall'altro. Ogni medaglia ha un diametro di otto centimetri e un peso di centoottantatré grammi. Una versione più piccola delle medaglie è stata donata agli spettatore durante la cerimonica di chiusura.

### Simboli

#### Logo
Il logo è la raffigurazione di un atleta nell'istante in cui taglia il traguardo, con le braccia alzate in segno di vittoria; il Logo si compone di altre quattro figure poste alle estremità a simboleggiare la varietà di sport presenti ai giochi. Le figure sono contornate da diversi colori che rappresentano l'energia dinamica degli sport, oltre al fatto che lo sport è visto come un mezzo di unione dalla lingua, dalla religione e dall'etnia.

#### Mascotte
La mascotte è un leone chiamato Nila: questo nome deriva da Sang Nila Utama, fondatore del regno di Singapura. Nila ha la criniera rossa, una testa a forma di cuore e indossa una tuta di colore diverso a seconda dell'evento sportivo disputato: è descritto come coraggioso e amichevole.

#### Inno
Una compilation dal titolo Songs of the Games è stata rilasciata il 3 marzo 2015, dal direttore musicale Sydney Tan: al suo interno tre inni ufficiali, ossia Unbreakable scritta da Amir Masoh and cantata da Tabitha Nauser, Greatest di Daphne Khoo and Ordinary scritta da Amir Masoh and cantata da The Sam Willows. Altre canzoni incluse: You're Wonderful di Tay Kewei, Gayle Nerva e Tabitha Nauser, Flags Up scritta e cantata da The Sam Willows, Champion scritta da Charlie Lim e cantata da The Sam Willows, e ancora Still, A Love Song-Unbreakable, Forever, You're almost There, Dancing on the world, Colours e Reach.

## Giochi

### Paesi partecipanti
Ai giochi hanno partecipato 4 490 atleti (2 610 uomini e 1 880 donne), provenienti da undici nazioni. Tra parentesi, il numero di atleti partecipanti.
- Birmania (396)
- Brunei (82)
- Cambogia (192)
- Filippine (472)
- Indonesia (529)
- Laos (193)
- Malesia (659)
- Singapore (748) (paese organizzatore)
- Thailandia (765)
- Timor Est (66)
- Vietnam (391)

### Antefatti
La bandiera dei Giochi del Sud-est asiatico è stata consegnata dalla Birmania a Singapore durante la cerimonia di chiusura dei giochi del 2013, seguita da danze e canti popolari. Il 27 giugno 2014 una serie di spettacoli, tra cui fuochi pirotecnici, si sono tenuti al Singapore Sports Hub, per celebrare il conto alla rovescia di un anno dall'inizio dei giochi: tuttavia il conto alla rovescia vero e proprio è iniziato il 15 febbraio 2014 con una festa presso il Gardens by the Bay durante la quale sono state anche presentate la mascotte e il logo. Altre celebrazioni si sono tenute a cinquanta giorni dall'inizio dell'evento.

### Cerimonia di apertura

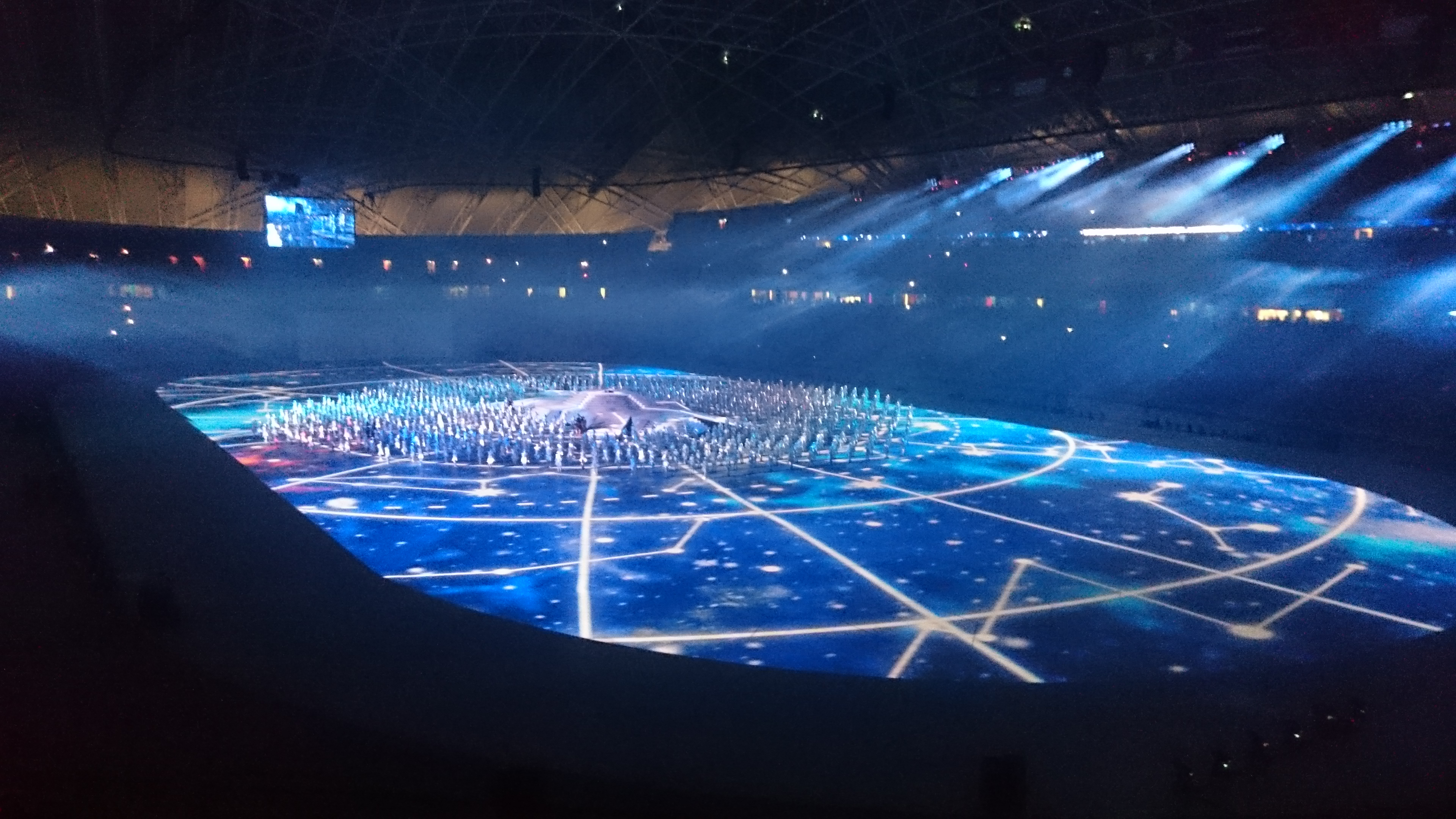
La cerimonia di apertura

La cerimonia di apertura è avvenuta il 5 giugno 2015 alle ore 20:00 locali, all'interno dello stadio nazionale: questa è stata curata dalle Forze Armate di Singapore, supportati dal direttore artistico Beatrice Chia-Richmond; hanno partecipato più di cinquemila tra artisti e volontari e oltre tremilacinquecento soldati. Per il cambio delle scenografie sono stati utilizzati sistemi aerei, mentre per le proiezioni sul pavimento centosessanta proiettori ad alta definizione.
La cerimonia inizia con l'esibizione della banda e la proiezione della storia di Singapore ai Giochi del Sud-est asiatico; segue quindi l'ingresso di ospiti quali Tony Tan Keng Yam, Lee Hsien Loong, Nikki Muller, Chua En Lai e Sharon Au. Viene suonato l'inno nazionale, seguito dall'alzabandiera, mentre i giovani della Soka Gakkai disegnano la mappa di Singapore con il tema della natura, accompagnati da danze locali.
Dopo l'ingresso della mascotte Nila, hanno sfilato gli atleti e quindi sono stati ufficialmente dichiarati aperti i giochi da parte del presidente Tony Tan Keng Yam, seguito dalla lettura del giuramento fatta da Lin Qingyi, giocatore di netball, e Azhar Yusoff, arbitro di rugby.
La cerimonia è proseguita con uno spettacolo in cinque atti messo in scena dagli studenti di Singapore e i giovani della Soka Gakkai, per poi concludersi con l'accensione del braciere da parte di Fandi Ahmad con il figlio Irfan Fandi Ahmad, accompagnato da fuochi d'artificio.

### Cerimonia di chiusura

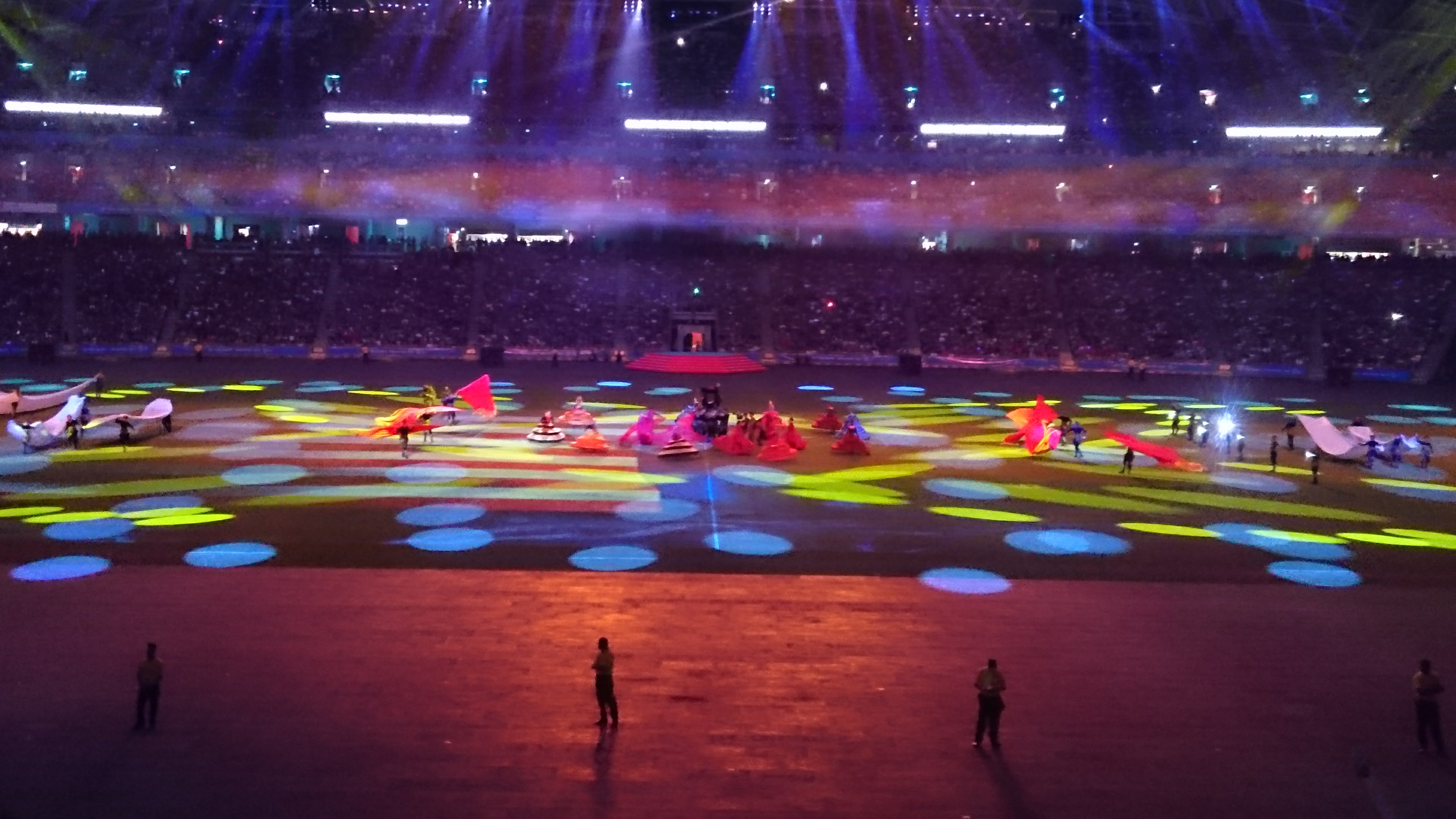
La cerimonia di chiusura

La carimonia di chiusura si è tenuta allo stadio nazionale il 16 giugno 2015 alle 20:00, ora locale. Dopo l'ingresso su un'auto degli stessi ospiti della cerimonia di apertura, hanno sfilato tutti gli atleti medagliati; Tan Chuan-Jin ha tenuto il discorso di chiusura, ricordando anche le vittime del terremoto di Sabah, dove hanno trovato la morte numerosi studenti di Singapore. Il presidente dichiara quindi chiusi i giochi e si procede con l'ammainamento delle bandiere e lo spegnimento del braciere.
La bandiera dei Giochi del Sud-est asiatico è stata consegnata a Khairy Jamaluddin, rappresentante della Malaysia, paese al quale è stata assegnata l'organizzazione dei giochi del 2017, accompagnata da uno spettacolo di ballerini malesi.
Dopo un'altra performance sulla storia dei giochi, la cerimonia si è conclusa con i concerti di Ferry Corsten e dei The Steve McQueens.

### Discipline
I primi trenta sport sono stati annunciati dal Consiglio Olimpico Nazionale di Singapore il 10 dicembre 2013, aggiungendo che c'era la possibilità di aggiungere un massimo di altri otto sport: il 29 aprile 2014 sono stati aggiunti pugilato, equitazione, floorball, pétanque, canottaggio e pallavolo; il floorball viene disputato per la prima volta dopo essere stato uno sport dimostrativo durante i XXVII Giochi del Sud-est asiatico. Sui trentasei sport ammessi, ventiquattro sono sport olimpici e i restanti dodici tradizionali.
In totale si sono disputati quattrocentodue eventi per trentasei sport. Tra parentesi il numero di eventi per ogni sport.
- Atletica leggera (46)
- Badminton (7)
- Biliardo e snooker (10)
- Bowling (10)
- Calcio (1)
- Canoa (17)
- Canottaggio (18)
- Ciclismo (6)
- Dragon boat (8)
- Equitazione (4)
- Floorball (2)
- Ginnastica (17)
- Golf (4)
- Hockey su prato (2)
- Judo (12)
- Netball (1)
- Nuoto (38)
- Nuoto sincronizzato (3)
- Pallacanestro (2)
- Pallavolo (2)
- Pallanuoto (2)
- Pétanque (10)
- Pugilato (11)
- Rugby a 7 (2)
- Scherma (12)
- Sci nautico (11)
- Sepak takraw (10)
- Silat (13)
- Softball (2)
- Squash (5)
- Taekwondo (15)
- Tennis (7)
- Tennistavolo (7)
- Tiro a segno/volo (26)
- Tiro con l'arco (10)
- Triathlon (2)
- Tuffi (8)
- Vela (20)
- Wushu (20)

## Calendario
| ● | Cerimonia d'apertura |  | Competizioni |  | Finali | ● | Cerimonia di chiusura |

| Maggio/Giugno         | Maggio/Giugno         | Ven | Sab | Dom | Lun | Mar | Mer | Gio | Ven | Sab | Dom | Lun | Mar | Mer | Gio | Ven | Sab | Dom | Lun | Mar | Totale |
| Maggio/Giugno         | Maggio/Giugno         | 29  | 30  | 31  | 1   | 2   | 3   | 4   | 5   | 6   | 7   | 8   | 9   | 10  | 11  | 12  | 13  | 14  | 15  | 16  | Totale |
| --------------------- | --------------------- | --- | --- | --- | --- | --- | --- | --- | --- | --- | --- | --- | --- | --- | --- | --- | --- | --- | --- | --- | ------ |
| Cerimonia d'apertura  | Cerimonia d'apertura  |     |     |     |     |     |     |     | ●   |     |     |     |     |     |     |     |     |     |     |     |        |
| Atletica leggera      | Atletica leggera      |     |     |     |     |     |     |     |     | 2   | 2   |     | 8   | 12  | 12  | 10  |     |     |     |     | 46     |
| Badminton             | Badminton             |     |     |     |     |     |     |     |     |     |     |     |     |     |     | 2   |     |     |     | 5   | 7      |
| Biliardo e snooker    | Biliardo e snooker    |     |     |     |     |     |     |     |     |     | 2   | 2   | 3   | 3   |     |     |     |     |     |     | 10     |
| Bowling               | Bowling               |     |     |     |     |     |     |     |     |     |     |     | 2   | 2   | 2   | 2   |     | 2   |     |     | 10     |
| Calcio                | Calcio                |     |     |     |     |     |     |     |     |     |     |     |     |     |     |     |     |     | 1   |     | 1      |
| Canoa                 | Canoa                 |     |     |     |     |     |     |     |     | 5   |     | 3   | 9   |     |     |     |     |     |     |     | 17     |
| Canottaggio           | Canottaggio           |     |     |     |     |     |     |     |     |     |     |     |     |     | 8   |     |     | 10  |     |     | 18     |
| Ciclismo              | Ciclismo              |     |     |     |     |     |     |     |     |     |     |     |     |     | 2   | 2   | 1   | 1   |     |     | 6      |
| Dragon boat           | Dragon boat           |     |     |     |     |     |     |     |     | 4   | 4   |     |     |     |     |     |     |     |     |     | 8      |
| Equitazione           | Equitazione           |     |     |     |     |     |     |     |     | 1   |     | 1   | 1   | 1   |     |     |     |     |     |     | 4      |
| Floorball             | Floorball             |     |     |     |     |     |     |     |     |     |     |     |     |     |     |     |     | 2   |     |     | 2      |
| Ginnastica            | Ginnastica            |     |     |     |     |     |     |     |     | 1   | 1   | 2   | 5   | 5   |     |     |     | 2   |     |     | 16     |
| Golf                  | Golf                  |     |     |     |     |     |     |     |     |     |     |     |     |     |     | 4   |     |     |     |     | 4      |
| Hockey su prato       | Hockey su prato       |     |     |     |     |     |     |     |     |     |     |     |     |     |     |     | 1   | 1   |     |     | 2      |
| Judo                  | Judo                  |     |     |     |     |     |     |     |     | 5   | 5   | 2   |     |     |     |     |     |     |     |     | 12     |
| Netball               | Netball               |     |     |     |     |     |     |     |     |     | 1   |     |     |     |     |     |     |     |     |     | 1      |
| Nuoto                 | Nuoto                 |     |     |     |     |     |     |     |     | 6   | 6   | 7   | 6   | 6   | 7   |     |     |     |     |     | 38     |
| Nuoto sincronizzato   | Nuoto sincronizzato   |     |     |     |     |     | 1   | 2   |     |     |     |     |     |     |     |     |     |     |     |     | 3      |
| Pallacanestro         | Pallacanestro         |     |     |     |     |     |     |     |     |     |     |     |     |     |     |     |     |     | 2   |     | 2      |
| Pallavolo             | Pallavolo             |     |     |     |     |     |     |     |     |     |     |     |     |     |     |     |     |     | 1   | 1   | 2      |
| Pallanuoto            | Pallanuoto            |     |     |     |     |     |     |     |     |     |     |     |     |     |     |     |     |     | 1   | 1   | 2      |
| Pétanque              | Pétanque              |     |     |     |     |     |     |     |     | 2   |     | 2   | 1   |     | 2   |     | 1   |     | 2   |     | 10     |
| Pugilato              | Pugilato              |     |     |     |     |     |     |     |     |     |     |     |     | 11  |     |     |     |     |     |     | 11     |
| Rugby a 7             | Rugby a 7             |     |     |     |     |     |     |     |     |     | 2   |     |     |     |     |     |     |     |     |     | 2      |
| Scherma               | Scherma               |     |     |     |     |     | 3   | 3   |     | 3   | 3   |     |     |     |     |     |     |     |     |     | 12     |
| Sci nautico           | Sci nautico           |     |     |     |     |     |     |     |     |     |     |     |     |     |     | 4   | 4   | 3   |     |     | 11     |
| Sepak takraw          | Sepak takraw          |     |     |     |     |     |     |     |     |     | 2   | 2   | 1   |     |     | 1   | 2   |     | 2   |     | 10     |
| Silat                 | Silat                 |     |     |     |     |     |     |     |     |     |     |     |     |     |     |     | 3   | 10  |     |     | 13     |
| Softball              | Softball              |     |     |     |     |     |     |     |     |     |     |     |     | 2   |     |     |     |     |     |     | 2      |
| Squash                | Squash                |     |     |     |     |     |     |     |     |     |     |     |     | 2   |     |     | 2   |     | 1   |     | 5      |
| Taekwondo             | Taekwondo             |     |     |     |     |     |     |     |     |     |     |     |     |     |     | 7   | 4   | 4   |     |     | 15     |
| Tennis                | Tennis                |     |     |     |     |     |     |     |     |     |     |     | 2   |     |     |     | 2   | 3   |     |     | 7      |
| Tennistavolo          | Tennistavolo          |     |     |     |     | 2   | 1   | 2   |     |     |     | 2   |     |     |     |     |     |     |     |     | 7      |
| Tiro a segno/volo     | Tiro a segno/volo     |     |     |     |     |     |     |     |     | 4   | 6   | 2   | 2   | 4   | 2   | 4   | 2   |     |     |     | 10     |
| Tiro con l'arco       | Tiro con l'arco       |     |     |     |     |     |     |     |     |     |     |     |     |     |     |     |     | 5   | 5   |     | 10     |
| Triathlon             | Triathlon             |     |     |     |     |     |     |     |     | 1   | 1   |     |     |     |     |     |     |     |     |     | 2      |
| Tuffi                 | Tuffi                 |     |     |     |     |     |     |     |     | 2   | 2   | 2   | 2   |     |     |     |     |     |     |     | 8      |
| Vela                  | Vela                  |     |     |     |     |     |     |     |     |     | 1   | 4   |     |     | 4   |     | 4   | 7   |     |     | 20     |
| Wushu                 | Wushu                 |     |     |     |     |     |     |     |     | 4   | 7   | 9   |     |     |     |     |     |     |     |     | 20     |
| Cerimonia di chiusura | Cerimonia di chiusura |     |     |     |     |     |     |     |     |     |     |     |     |     |     |     |     |     |     | ●   |        |
| Medaglie              | Medaglie              | 0   | 0   | 0   | 0   | 2   | 5   | 7   | 0   | 42  | 45  | 38  | 42  | 48  | 39  | 36  | 31  | 50  | 10  | 7   | 402    |
| Maggio/Giugno         | Maggio/Giugno         | Ven | Sab | Dom | Lun | Mar | Mer | Gio | Ven | Sab | Dom | Lun | Mar | Mer | Gio | Ven | Sab | Dom | Lun | Mar | Totale |
| Maggio/Giugno         | Maggio/Giugno         | 29  | 30  | 31  | 1   | 2   | 3   | 4   | 5   | 6   | 7   | 8   | 9   | 10  | 11  | 12  | 13  | 14  | 15  | 16  | Totale |

## Medagliere
| Pos.   | Paese      |     |     |     | Totale |
| ------ | ---------- | --- | --- | --- | ------ |
| 1      | Thailandia | 95  | 83  | 69  | 247    |
| 2      | Singapore  | 84  | 73  | 102 | 259    |
| 3      | Vietnam    | 73  | 53  | 60  | 186    |
| 4      | Malesia    | 62  | 58  | 66  | 186    |
| 5      | Indonesia  | 47  | 61  | 74  | 182    |
| 6      | Filippine  | 29  | 36  | 66  | 131    |
| 7      | Birmania   | 12  | 26  | 31  | 69     |
| 8      | Cambogia   | 1   | 5   | 9   | 15     |
| 9      | Laos       | 0   | 4   | 25  | 29     |
| 10     | Brunei     | 0   | 1   | 6   | 7      |
| 11     | Timor Est  | 0   | 1   | 1   | 2      |
| Totale | Totale     | 403 | 401 | 509 | 1 313  |